# Absolutna i relacyjna identyczność
Absolutna i relacyjna identyczność – identyczność absolutna to taka identyczność, która spełnia prawo Leibnitza (zasadę identyczności przedmiotów nierozróżnialnych). Identyczność relacyjna nie spełnia natomiast tej zasady. Rozróżnienie identyczności absolutnej i relacyjnej powstało na skutek dyskusji wokół artykułu Petera Geacha (który samo pojęcie identyczności relacyjnej wprowadził) Identity, "Review of Metaphysics", 21 (1967).
Zgodnie z zasadą identyczności przedmiotów nierozróżnialnych, identyczne są przedmioty posiadające dokładnie te same własności. Tak rozumiana identyczność, identyczność absolutna, stanowi rodzaj relacji równoważnościowej. Nie jest jednak niczym kontrowersyjnym, że istnieją także takie relacje równoważnościowe, które prawa Leibnitza nie spełniają.
Powiedzieć można nawet, że w istocie zasady identyczności przedmiotów nierozróżnialnych nie spełniają żadne relacje równoważnościowe. Kontrowersyjna i trudna do właściwego sformułowania jest raczej właśnie identyczność absolutna. Problem stanowią także relacje równoważnościowe z terminami rodzajowymi, typu "x jest tym samym A, co y", gdzie A jest terminem rodzajowym. Według Geacha identyczność absolutna nie jest w ogóle wyrażalna, natomiast, mimo problemów teoretycznych, które to nastręcza, relacje równoważnościowe z terminami rodzajowymi wyrażają identyczność relacyjną, nie identyczność absolutną.